# Daniel Güiza
Daniel González Güiza (Jerez de la Frontera, 17 agosto 1980) è un calciatore spagnolo, attaccante dell'UD Roteña. Con la nazionale spagnola si è laureato campione d'Europa nel 2008.

## Biografia
È stato sposato con la conduttrice e agente FIFA Nuria Bermúdez, dalla quale ha avuto un figlio, Daniel, nato il 1º dicembre 2007.

## Carriera

### Club
Quando era in età giovanissima il Maiorca lo inserì nella sua squadra giovanile, ma problemi fisici che condizionavano il suo rendimento, dei quali negli ultimi tempi s'è liberato, impedivano la sua parabola ascendente. Dopo esser stato ceduto senza successo al Recreativo Huelva, passa al Barcellona B dove gioca l'ultima parte della stagione 2003-2004, in estate s'accasa al Ciudad de Murcia, nella Segunda División spagnola. Nella squadra murciana, si rivela un grande goleador; infatti, il Getafe non se lo lascia sfuggire e lo acquista per 800.000 €. Con la sua nuova squadra, gioca due stagioni (2005-06 e 2006-07), assicurandosi senza problemi il posto nella Primera División. Gioca anche, perdendola, la finale di Copa del Rey contro il Siviglia.
Nella stagione 2007-2008 torna al Maiorca, disputando un'ottima annata e laureandosi capocannoniere del campionato spagnolo con 27 reti. Il 7 luglio 2008 si trasferisce in Turchia per giocare nel Fenerbahçe di Istanbul, dove vince il campionato turco nel 2010-2011. Il 19 agosto 2011 rescinde con il Fenerbahçe, tornando in patria al Getafe, dove gioca una stagione prima di andare in prestito al club malese del Johor Darul Ta'zim Football Club. Il 29 luglio 2013 firma per la società paraguaiana del Cerro Porteño, dove segna 15 gol. Successivamente passa al Cadice e nel 2017 all'Atlético Sanluqueño. Ha anche giocato in Coppa Libertadores, ed in Coppa Sudamericana.

### Nazionale
L'8 novembre 2007, grazie al suo ottimo inizio di stagione, viene convocato da Luis Aragonés, commissario tecnico della rappresentativa nazionale spagnola, per le due gare di qualificazione al campionato d'Europa 2008, contro Svezia ed Irlanda del Nord: esordisce contro quest'ultima il 21 novembre.
Convocato per il Campionato europeo 2008, viene schierato nell'incontro del 18 giugno contro la Grecia, l'ultimo della prima fase, nel quale realizza la rete del definitivo 2-1 per gli iberici. Nei quarti di finale, contro l'Italia, ai tiri di rigore si fa parare la sua conclusione da Gianluigi Buffon, ma sarà comunque la Spagna a passare il turno. Nella semifinale contro la Russia le Furie Rosse si impongono per 3-0 ed è proprio Güiza a realizzare la seconda rete, al 70º minuto di gioco. Viene mandato in campo anche nella vittoriosa finale contro la Germania, subentrando nel secondo tempo a Fernando Torres.
Partecipa alla Confederations Cup 2009 in Sudafrica, dove segna una doppietta nella finale per il terzo posto vinta per 3-2 dalla Spagna contro il Sudafrica ai tempi supplementari.

## Statistiche

### Presenze e reti nei club
Statistiche aggiornate al 30 giugno 2017.
| Stagione             | Squadra              | Campionato           | Campionato | Campionato | Coppe nazionali | Coppe nazionali | Coppe nazionali | Coppe continentali | Coppe continentali | Coppe continentali | Altre coppe | Altre coppe | Altre coppe | Totale | Totale |
| Stagione             | Squadra              | Comp                 | Pres       | Reti       | Comp            | Pres            | Reti            | Comp               | Pres               | Reti               | Comp        | Pres        | Reti        | Pres   | Reti   |
| -------------------- | -------------------- | -------------------- | ---------- | ---------- | --------------- | --------------- | --------------- | ------------------ | ------------------ | ------------------ | ----------- | ----------- | ----------- | ------ | ------ |
| 1998-1999            | Xerez                | SDB                  | 16         | 1          | CR              | 0               | 0               | -                  | -                  | -                  | -           | -           | -           | 16     | 1      |
| 1999-gen. 2000       | Dos Hermanas         | SDB                  | 18         | 9          | CR              | 1               | 0               | -                  | -                  | -                  | -           | -           | -           | 19     | 9      |
| gen.-giu. 2000       | Maiorca B            | SDB                  | 17         | 9          | -               | -               | -               | -                  | -                  | -                  | -           | -           | -           | 17     | 9      |
| 2000-2001            | Maiorca B            | SDB                  | 28         | 19         | -               | -               | -               | -                  | -                  | -                  | -           | -           | -           | 28     | 19     |
| 2001-2002            | Maiorca B            | SDB                  | 25         | 9          | -               | -               | -               | -                  | -                  | -                  | -           | -           | -           | 25     | 9      |
| Totale Maiorca B     | Totale Maiorca B     | Totale Maiorca B     | 70         | 37         |                 | -               | -               |                    | -                  | -                  |             | -           | -           | 70     | 37     |
| gen.-giu. 2000       | Mallorca             | PD                   | 1          | 0          | CR              | 0               | 0               | -                  | -                  | -                  | -           | -           | -           | 1      | 0      |
| 2000-2001            | Mallorca             | PD                   | 5          | 1          | CR              | 0               | 0               | Int                | 2                  | 2                  | -           | -           | -           | 7      | 3      |
| 2001-2002            | Mallorca             | PD                   | 0          | 0          | CR              | 2               | 0               | UCL+CU             | 0                  | 0                  | -           | -           | -           | 2      | 0      |
| ago. 2002            | Mallorca             | PD                   | 1          | 0          | CR              | 0               | 0               | -                  | -                  | -                  | -           | -           | -           | 1      | 0      |
| ago. 2002-gen. 2003  | Recreativo Huelva    | PD                   | 4          | 0          | CR              | 0               | 0               | -                  | -                  | -                  | -           | -           | -           | 4      | 0      |
| gen.-giu. 2003       | Barcellona B         | SDB                  | 13+2       | 5          | -               | -               | -               | -                  | -                  | -                  | -           | -           | -           | 15     | 5      |
| 2003-2004            | Murcia               | SD                   | 40         | 16         | CR              | 2               | 0               | -                  | -                  | -                  | -           | -           | -           | 42     | 16     |
| 2004-2005            | Murcia               | SD                   | 41         | 20         | CR              | 2               | 0               | -                  | -                  | -                  | -           | -           | -           | 43     | 20     |
| Totale Murcia        | Totale Murcia        | Totale Murcia        | 81         | 36         |                 | 4               | 0               |                    | -                  | -                  |             | -           | -           | 85     | 36     |
| 2005-2006            | Getafe               | PD                   | 32         | 9          | CR              | 3               | 1               | -                  | -                  | -                  | -           | -           | -           | 35     | 10     |
| 2006-2007            | Getafe               | PD                   | 29         | 11         | CR              | 6               | 6               | -                  | -                  | -                  | -           | -           | -           | 35     | 17     |
| 2007-2008            | Maiorca              | PD                   | 37         | 27         | CR              | 3               | 2               | -                  | -                  | -                  | -           | -           | -           | 40     | 29     |
| Totale Maiorca       | Totale Maiorca       | Totale Maiorca       | 44         | 28         |                 | 5               | 2               |                    | 2                  | 2                  |             | -           | -           | 51     | 32     |
| 2008-2009            | Fenerbahçe           | SL                   | 32         | 11         | TK              | 8               | 2               | UCL                | 10                 | 3                  | -           | -           | -           | 50     | 16     |
| 2009-2010            | Fenerbahçe           | SL                   | 27         | 11         | TK              | 6               | 4               | UEL                | 10                 | 3                  | ST          | 1           | 0           | 44     | 18     |
| 2010-2011            | Fenerbahçe           | SL                   | 3          | 1          | TK              | 1               | 0               | UCL+UEL            | 0                  | 0                  | -           | -           | -           | 4      | 1      |
| Totale Fenerbahçe    | Totale Fenerbahçe    | Totale Fenerbahçe    | 62         | 23         |                 | 15              | 6               |                    | 20                 | 6                  |             | 1           | 0           | 98     | 35     |
| 2011-2012            | Getafe               | PD                   | 32         | 4          | CR              | 2               | 0               | -                  | -                  | -                  | -           | -           | -           | 34     | 4      |
| 2012-gen. 2013       | Getafe               | PD                   | 0          | 0          | CR              | 0               | 0               | -                  | -                  | -                  | -           | -           | -           | 0      | 0      |
| Totale Getafe        | Totale Getafe        | Totale Getafe        | 93         | 24         |                 | 11              | 7               |                    | -                  | -                  |             | -           | -           | 104    | 31     |
| gen.-giu. 2013       | Johor Darul Ta'zim   | SL                   | 10         | 6          | CM              | 3               | 2               | -                  | -                  | -                  | -           | -           | -           | 13     | 8      |
| 2013                 | Cerro Porteño        | PD                   | 12         | 3          | -               | -               | -               | CL                 | -                  | -                  | -           | -           | -           | 12     | 3      |
| 2014                 | Cerro Porteño        | PD                   | 32         | 12         | -               | -               | -               | CL+CS              | 7+4                | 3+2                | -           | -           | -           | 43     | 17     |
| 2015                 | Cerro Porteño        | PD                   | 2          | 0          | -               | -               | -               | CL                 | 2                  | 0                  | -           | -           | -           | 4      | 0      |
| Totale Cerro Porteño | Totale Cerro Porteño | Totale Cerro Porteño | 46         | 15         |                 | -               | -               |                    | 13                 | 5                  |             | -           | -           | 59     | 20     |
| 2015-2016            | Cádiz                | SDB                  | 29+6       | 12+1       | CR              | 3               | 0               | -                  | -                  | -                  | -           | -           | -           | 38     | 13     |
| 2016-2017            | Cádiz                | SD                   | 12         | 2          | CR              | 2               | 1               | -                  | -                  | -                  | -           | -           | -           | 14     | 3      |
| Totale Cádiz         | Totale Cádiz         | Totale Cádiz         | 41+6       | 14+1       |                 | 5               | 1               |                    | -                  | -                  |             | -           | -           | 52     | 16     |
| Totale carriera      | Totale carriera      | Totale carriera      | 507        | 199        |                 | 44              | 18              |                    | 35                 | 13                 |             | 1           | 0           | 587    | 230    |

### Cronologia presenze e reti in nazionale
| Cronologia completa delle presenze e delle reti in nazionale ― Spagna | Cronologia completa delle presenze e delle reti in nazionale ― Spagna | Cronologia completa delle presenze e delle reti in nazionale ― Spagna | Cronologia completa delle presenze e delle reti in nazionale ― Spagna | Cronologia completa delle presenze e delle reti in nazionale ― Spagna | Cronologia completa delle presenze e delle reti in nazionale ― Spagna | Cronologia completa delle presenze e delle reti in nazionale ― Spagna | Cronologia completa delle presenze e delle reti in nazionale ― Spagna |
| Data                                                                  | Città                                                                 | In casa                                                               | Risultato                                                             | Ospiti                                                                | Competizione                                                          | Reti                                                                  | Note                                                                  |
| --------------------------------------------------------------------- | --------------------------------------------------------------------- | --------------------------------------------------------------------- | --------------------------------------------------------------------- | --------------------------------------------------------------------- | --------------------------------------------------------------------- | --------------------------------------------------------------------- | --------------------------------------------------------------------- |
| 21-11-2007                                                            | Las Palmas                                                            | Spagna                                                                | 1 – 0                                                                 | Irlanda del Nord                                                      | Qual. Euro 2008                                                       | -                                                                     |                                                                       |
| 6-2-2008                                                              | Malaga                                                                | Spagna                                                                | 1 – 0                                                                 | Francia                                                               | Amichevole                                                            | -                                                                     |                                                                       |
| 31-5-2008                                                             | Huelva                                                                | Spagna                                                                | 2 – 1                                                                 | Perù                                                                  | Amichevole                                                            | -                                                                     |                                                                       |
| 4-6-2008                                                              | Santander                                                             | Spagna                                                                | 1 – 0                                                                 | Stati Uniti                                                           | Amichevole                                                            | -                                                                     |                                                                       |
| 18-6-2008                                                             | Salisburgo                                                            | Grecia                                                                | 1 – 2                                                                 | Spagna                                                                | Euro 2008 - 1º turno                                                  | 1                                                                     |                                                                       |
| 22-6-2008                                                             | Vienna                                                                | Spagna                                                                | 0 – 0 dts (4 – 2 dtr)                                                 | Italia                                                                | Euro 2008 - Quarti di finale                                          | -                                                                     |                                                                       |
| 26-6-2008                                                             | Vienna                                                                | Russia                                                                | 0 – 3                                                                 | Spagna                                                                | Euro 2008 - Semifinale                                                | 1                                                                     |                                                                       |
| 29-6-2008                                                             | Vienna                                                                | Germania                                                              | 0 – 1                                                                 | Spagna                                                                | Euro 2008 - Finale                                                    | -                                                                     | [ 12 ]                                                                |
| 20-8-2008                                                             | Copenaghen                                                            | Danimarca                                                             | 0 – 3                                                                 | Spagna                                                                | Amichevole                                                            | -                                                                     |                                                                       |
| 6-9-2008                                                              | Murcia                                                                | Spagna                                                                | 1 – 0                                                                 | Bosnia ed Erzegovina                                                  | Qual. Mondiali 2010                                                   | -                                                                     |                                                                       |
| 10-9-2008                                                             | Albacete                                                              | Spagna                                                                | 4 – 0                                                                 | Armenia                                                               | Qual. Mondiali 2010                                                   | -                                                                     |                                                                       |
| 15-10-2008                                                            | Bruxelles                                                             | Belgio                                                                | 1 – 2                                                                 | Spagna                                                                | Qual. Mondiali 2010                                                   | -                                                                     |                                                                       |
| 11-2-2009                                                             | Siviglia                                                              | Spagna                                                                | 2 – 0                                                                 | Inghilterra                                                           | Amichevole                                                            | -                                                                     |                                                                       |
| 1-4-2009                                                              | Istanbul                                                              | Turchia                                                               | 1 – 2                                                                 | Spagna                                                                | Qual. Mondiali 2010                                                   | -                                                                     |                                                                       |
| 9-6-2009                                                              | Baku                                                                  | Azerbaigian                                                           | 0 – 6                                                                 | Spagna                                                                | Amichevole                                                            | 1                                                                     |                                                                       |
| 17-6-2009                                                             | Bloemfontein                                                          | Iraq                                                                  | 0 – 1                                                                 | Spagna                                                                | Conf. Cup 2009 - 1º turno                                             | -                                                                     |                                                                       |
| 28-6-2009                                                             | Rustenburg                                                            | Sudafrica                                                             | 2 – 3 dts                                                             | Spagna                                                                | Conf. Cup 2009 - Finale 3º posto                                      | 2                                                                     |                                                                       |
| 12-8-2009                                                             | Skopje                                                                | Macedonia                                                             | 2 – 3                                                                 | Spagna                                                                | Amichevole                                                            | -                                                                     |                                                                       |
| 9-9-2009                                                              | Mérida                                                                | Spagna                                                                | 3 – 0                                                                 | Estonia                                                               | Qual. Mondiali 2010                                                   | -                                                                     |                                                                       |
| 18-11-2009                                                            | Vienna                                                                | Austria                                                               | 1 – 5                                                                 | Spagna                                                                | Amichevole                                                            | 1                                                                     |                                                                       |
| 3-3-2010                                                              | Saint-Denis                                                           | Francia                                                               | 0 – 2                                                                 | Spagna                                                                | Amichevole                                                            | -                                                                     |                                                                       |
| Totale                                                                |                                                                       | Presenze                                                              | 21                                                                    |                                                                       | Reti                                                                  | 6                                                                     |                                                                       |

## Palmarès

### Club
- Supercoppa Turca: 1

Fenerbahçe: 2009
- Campionato turco: 1

Fenerbahçe: 2010-2011
- Campionato paraguaiano: 2

Cerro Porteño: 2013, 2015

### Nazionale
- Campionato d'Europa: 1

Austria-Svizzera 2008

### Individuale
- Pichichi: 1

2007-2008 (27 reti)
- Trofeo Zarra: 1

2007-2008 (27 reti)